# Le Cergne
Le Cergne – miejscowość i gmina we Francji, w regionie Owernia-Rodan-Alpy, w departamencie Loara.
Według danych na rok 1990 gminę zamieszkiwało 650 osób, a gęstość zaludnienia wynosiła 110 osób/km² (wśród 2880 gmin regionu Rodan-Alpy Le Cergne plasuje się na 1022. miejscu pod względem liczby ludności, natomiast pod względem powierzchni na miejscu 1444.).